# شيرلي ميلز
شيرلي ميلز (بالإنجليزية: Shirley Mills)‏ هي راقصة وممثلة أمريكية، ولدت في 8 أبريل 1926 بواشنطن في الولايات المتحدة، وتوفيت في 31 مارس 2010 بأركاديا في الولايات المتحدة بسبب ذات الرئة.

## أعمال

### أفلام
- (1940) عناقيد الغضب

## وصلات خارجية
- شيرلي ميلز على موقع IMDb (الإنجليزية)
- شيرلي ميلز على موقع أول موفي (الإنجليزية)
- شيرلي ميلز على موقع قاعدة بيانات الفيلم (الإنجليزية)